# Erőszakik
Az Erőszakik (In Bruges) egy 2008-as amerikai-brit film Martin McDonagh írásában-rendezésében. Főszereplői Colin Farrell, Brendan Gleeson és Ralph Fiennes. A film szinte teljes egészében a belgiumi Brugge városában játszódik.
Az Erőszakik volt a 2008-as Sundance Filmfesztivál nyitófilmje.
Az Amerikai Egyesült Államokban 2008. február 8-ától tűzte műsorára korlátozott számú filmszínház, Nagy-Britanniában pedig március 7-én került a mozikba. A hazai premier ugyanezen év május 29-én volt, a magyar szöveg Varró Dániel nevéhez fűződik.
A filmet három Golden Globe-díjra jelölték: a legjobb vígjáték/musical és kétszer a legjobb vígjátéki színész (Colin Farrell és Brendan Gleeson) kategóriában.

## Szereplők
| Szerep           | Színész              | Magyar hang         |
| ---------------- | -------------------- | ------------------- |
| Ray              | Colin Farrell        | Czvetkó Sándor      |
| Ken              | Brendan Gleeson      | Besenczi Árpád      |
| Harry Waters     | Ralph Fiennes        | Forgács Péter       |
| Chloë            | Clémence Poésy       | Tornyi Ildikó       |
| Eirik            | Jérémie Renier       | Takátsy Péter       |
| Marie            | Thekla Reuten        | Bálint Sugárka      |
| Jimmy            | Jordan Prentice      | Simon Kornél        |
| Jurij            | Eric Godon           | Pálfai Péter        |
| Pap              | Ciarán Hinds         | Rosta Sándor        |
| Kanadai férfi    | Zeljko Ivanek        | Csuha Lajos         |
| Kanadai nő       | Stephanie Carey      |                     |
| Jegyárus         | Rudy Blomme          | Hannus Zoltán       |
| Denise           | Anna Madeley         |                     |
| Kelli            | Inez Stinton         |                     |
| Natalie          | Elizabeth Berrington | Báthory Orsolya     |
| Rendőr           | Jean-Marc Favorin    |                     |
| Csapos           | Ran Yaniv            |                     |
| Túlsúlyos férfi  | Mark Donovan         | Garamszegi Gábor    |
| Túlsúlyos nő     | Emily Thorling       | Tóth Szilvia Andrea |
| Túlsúlyos nő     | Ann Elsley           |                     |
| Imamoto          | Sachi Kimura         |                     |
| Filmrendező      | Olivier Bonjour      |                     |
| Motorcsónakos    | Jamie Edgell         |                     |
| Harry gyereke    | Bonnie Witney        |                     |
| Harry gyereke    | Angel Witney         |                     |
| Harry gyereke    | Louis Nummy          |                     |
| Fiú a templomban | Theo Stevenson       |                     |
| Belga rendőr     | Michael Bennett      |                     |

## Cselekmény
Karácsony tájékán egy balul elsült londoni megbízást követően Rayt és Kent, a két ír bérgyilkost a belga Brugge városába küldi megbízójuk, Harry, hogy ott várjanak a további utasításokra. Míg Ken élvezi a látnivalókat és a történelmi épületeket, Ray dacosan és magának valón viselkedik, unja a történelmi épületeket és kísérti egy gyermek véletlen megölése. Egy este a két férfi egy filmforgatás színhelyére keveredik: Ray megismerkedik a törpenövésű színésszel, Jimmyvel, és románc alakul ki közte és Chloë, a produkciós asszisztensként tevékenykedő drogdíler között. Azonban bimbózó kapcsolata ellenére Rayt minden percben üldözi a kisfiú halála felett érzett bűntudata.
Mialatt Ray Chloë-val találkozik, Ken végre hívást kap Harrytől, aki azzal a feladattal bízza meg, hogy végezzen Rayjel – mivel egy gyermek megölése, még ha baleset volt is, túllépi a határt.
Ray és Chloë a lány lakására mennek, azonban nem sokkal később Chloë korábbi barátja rájuk tör, és egy pisztollyal fenyegetőzik. Mint kiderül, a lány és korábbi barátja úgy szoktak külföldieket kifosztani, hogy a lány a lakására csalja az idegen férfit, majd a barátja „rajtakapja” őket és pénzt követel az idegentől, aki a fizetés után távozik. Ezúttal azonban Ray könnyűszerrel elveszi a férfitól a fegyvert, és amikor az támadni akar, az arcába lő, amiről korábban kiderült, hogy csak vaktölténnyel van megtöltve. Mivel a férfi átmenetileg megvakul, a lány kórházba kíséri. Magára hagyva Ray felfedezi, hogy az egyik porcelánfigurában különféle kábítószeres tabletták vannak, ezeket magához veszi, és a fegyverhez talált éles lőszereket is.
Ken pisztolyt kap Harry bruggei kapcsolatától, Jurijtól, majd Ray keresésére indul. Hátulról közelíti meg a játszótéri padon üldögélő férfit, ám ekkor Ray fegyvert emel saját halántékához. Ken még időben megállítja, s mindkettőjük szándékától rosszul érezve magát meggyőzi társát, hogy tegyen le tervéről és kezdjen új életet. Elveszi a Raynél lévő fegyvert, majd felteszi egy Bruggét elhagyó vonatra. Ray távozását követően Ken felhívja Harryt, s közli vele, hogy nem ölte meg a társát. Londonban a feldühödött Harry elköszön feleségétől és gyermekeitől, majd Bruggébe utazik, hogy végezzen Kennel.
Még mielőtt kellő távolságra kerülne a várostól, Ray vonata megáll, majd rendőrök jelennek meg rajta: mivel korábban fizikailag bántalmazott egy kanadai házaspárt egy étteremben, Rayt letartóztatják és visszaviszik Bruggébe.
Este Ken egy ital mellett üldögél, amikor oda érkezik Harry, és kedélyesen elbeszélgetnek, majd Ken javaslatára felsétálnak a város képét jellegzetesen formáló harangtoronyba, ahol Ken felajánlja életét Rayéért cserébe, mivel nem teljesítette a megölésére vonatkozó megbízást. Harry nem öli meg régi barátját, csupán büntetésből lábon lövi.
Ezalatt Chloë leteszi az óvadékot Rayért, s a két fiatal a torony lábánál lévő presszóban ül le.
Mikor Harry egyik embere (a vaktölténnyel arcon lőtt férfi) közli, hogy Ray újra Bruggében van, Harry és Ken dulakodni kezd, mígnem Kent lövés éri a nyakán. Harry elindul lefelé a hosszú lépcsőn, a halálos sérülést szerzett Ken pedig visszamászik a tetőre, s mikor észreveszi, hogy köd van, előbb aprópénzt dobál, majd aláveti magát. Becsapódása szörnyű riadalmat kelt, de annyi élet még marad benne, hogy az odasiető Rayt figyelmeztesse a veszélyre.
Ray menekülőre fogja, mikor megpillantja a leérkezett Harryt. Visszarohan a hotelszobába, ahol megtalálja a Ken által otthagyott fegyvert. Harry egy turistatérkép segítségével megtalálja a szállodát, azonban a tulajdonos várandós felesége elállja az utat, s nem engedi fel a lépcsőn. Egy rövid beszélgetés után a két férfi megegyezik, hogy Ray megpróbál a folyó felőli, hátsó ablakon kereket oldani, Harry pedig kintről utánafut, s megkísérli eltalálni. Ray kiugrik, egyenesen egy éppen arra járó hajóra, Harry pedig a távolból golyót ereszt belé. A sebesült Ray több utcán át menekül, mígnem a korábban látott film forgatásának helyszínére érkezik. Harry utoléri, s még 3-4 lövést ad le közvetlen közelről a hátába, amik azonban a Ray felé igyekvő Jimmy fejét is szétroncsolják, hasonlóan ahhoz a helyzethez, ahogyan ő véletlenül egy gyereket halálosan megsebesített, miközben a megbízása szerinti papot lelőtte. Látván az apró testet a hóban, Harry az elveire hivatkozva fejbe lövi magát, még mielőtt a rendkívül súlyos állapotban lévő Ray el tudná mondani neki, hogy nem gyereket ölt meg, hanem egy „törpét”. Rayt a lakosság gyűrűjében – közöttük van Chloë is – beemelik egy mentőautóba, s a férfi csak remélni tudja, hogy nem most hal meg, mivel Bruggéről azt gondolja, hogy számára talán ez maga a pokol.

## Háttér
A forgatási munkálatok 2007. február 2-től március 28-áig zajlottak, eredeti, bruggei helyszíneken. A filmben megjelenítendő karácsonyi időszakhoz a város ünnepi dekorációit így március végéig megtartották. A város vezetése hivatalos közleményben tudatta a lakossággal ennek okát.
A „fuck”, azaz „baszd meg” kifejezés és különböző variációi 126 alkalommal hallhatók a 103 perces filmben, ami percenként 1,22 előfordulást jelent.

## Kritikák
A filmről kedvező kritikák születtek. A Rotten Tomatoes oldalán található több mint 140 vélemény 81%-ban pozitív beszámolóról tanúskodik. Roger Ebert, a Chicago Sun-Times munkatársa maximális pontszámmal jutalmazta az Erőszakikat, mondván „Martin McDonagh színpadi író-rendező filmes debütje egy végtelenül szórakoztató, nagyon fekete, emberi komédia, olyan cselekményszövéssel, amit nem lehet előre kiszámítani, csupán jó ízzel fogyasztani.”
Az Internet Movie Database-ben 8,1-es értékelést ért el, így a 203-ik a legjobb 250 listáján.